# 내트 허드슨

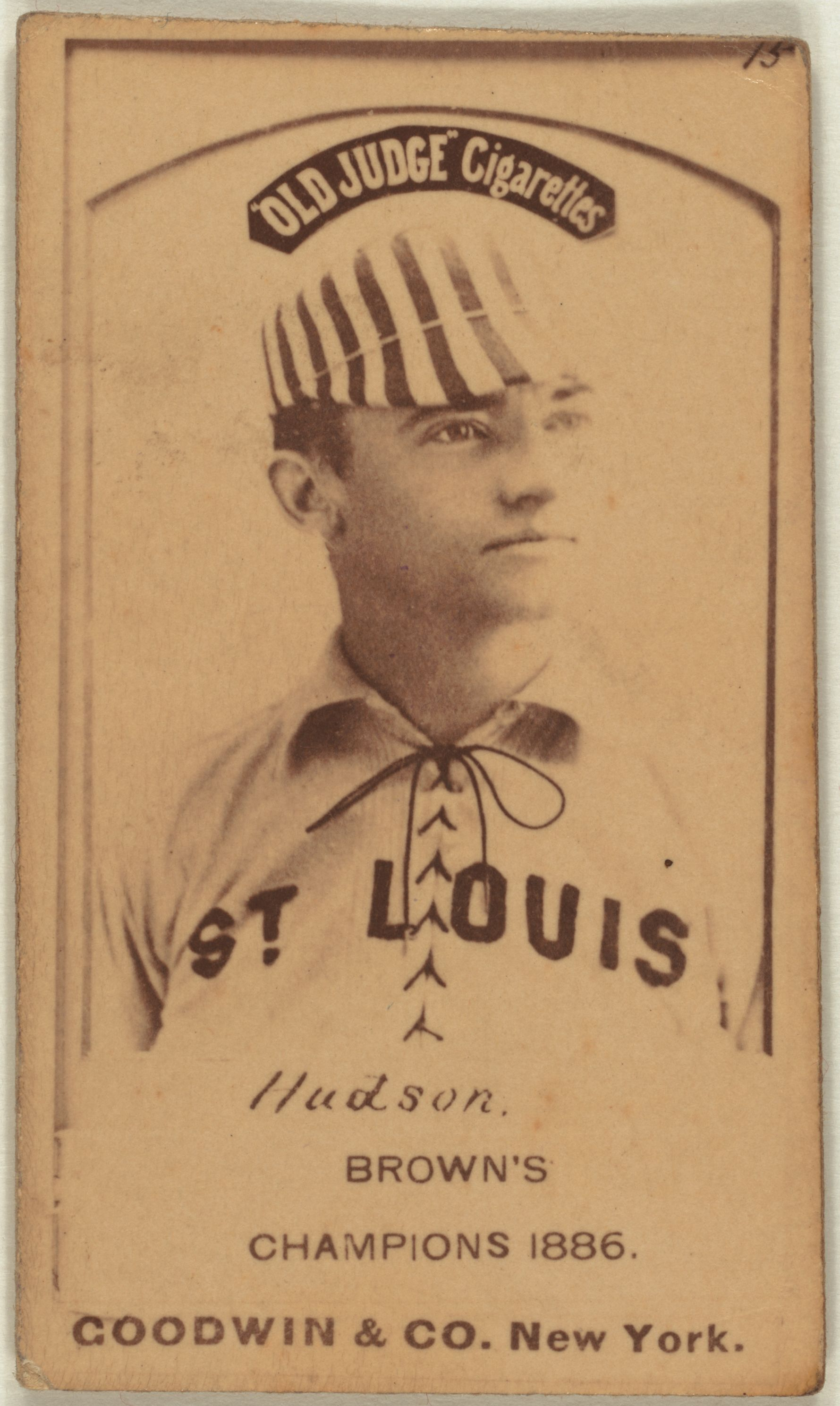

내트 허드슨(Nat Hudson, 본명: Nathaniel P. Hudson, 1859년 1월 12일 또는 1869년 – 1928년 3월 14일)은 1886년부터 1889년까지 세인트루이스브라운스(St. Louis Browns)의 미국 메이저 리그 야구 투수였다.
허드슨은 노스웨스턴 리그의 퀸시(Quincy)와 함께 15세에 프로 야구 경력을 시작했다. 1886년에 그는 브라운스와 계약을 맺고 그들을 위해 16승 10패를 기록했다. 또한 1886년 월드 시리즈에서 내셔널 리그의 시카고 화이트 스타킹스를 상대로 한 경기를 시작하여 우승했다.
허드슨은 1888년 최고의 시즌을 보냈으며 2.54의 평균 자책점으로 25승 10패를 기록했고 승률에서 미국 협회를 이끌었다. 통산 전적은 48승 26패이다.
1889년 7월 17일, 허드슨은 루이빌 커늘스에게 거래되었다. 그러나 그는 루이빌에 보고하는 것을 거부했고 다른 메이저 리그 경기를 하지 않았다. 8월 18일 그는 서부 협회의 미니애폴리스 밀러스에 1,000달러에 팔렸다. 그는 은퇴하기 전에 그들을 위해 두 시즌을 뛰었다.
허드슨은 1928년 고향인 일리노이주 시카고에서 사망했다. 그는 로즈힐묘(Rosehill Cemetery)에 묻혔다.